# 호안덴

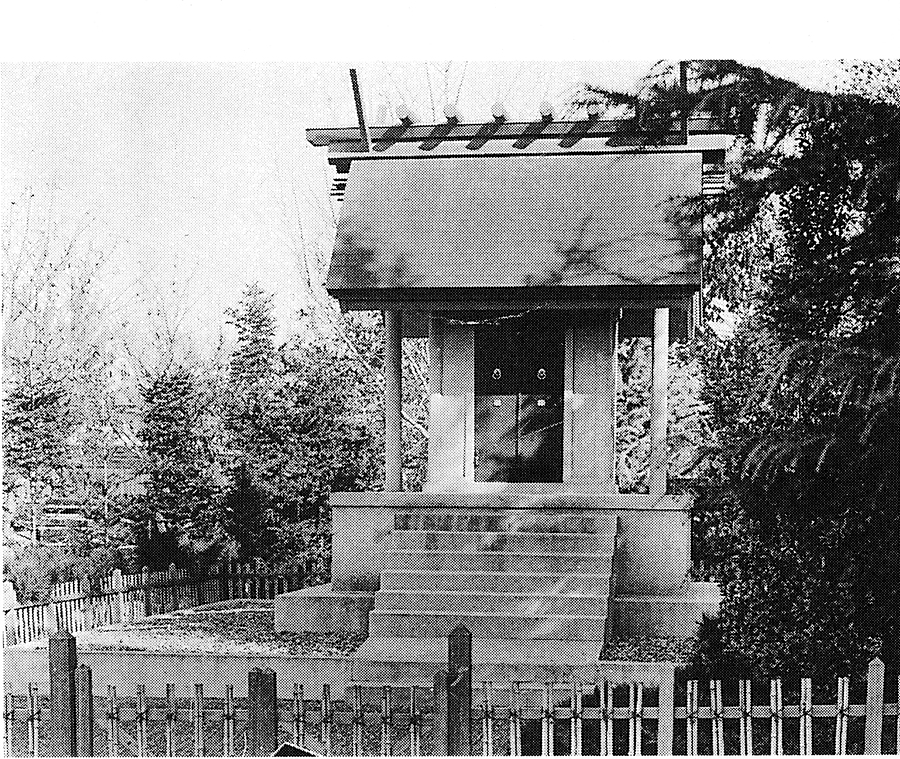
광주 전남여고의 호안덴(봉안전), 1938년

호안덴(봉안전, 일본어: 奉安殿)은 일본 제국과 그 식민지의 학교에 천황과 황후의 초상과 교육칙어(教育ニ関スル勅語)를 넣어두던 구조물이다.

## 기원과 설치
천황의 초상을 넣기 시작한 시기는 교육에 관한 칙어가 제정된 후인 1910년대이며, 호안덴을 짓기 시작한 것도 그 시기로 추측된다(각 초등학교에 호안덴을 짓는 것은 1935년경에 활발해졌다). 일본 제국과 그 식민지들의 각급 학교에 숙직실이 설립된 계기 중 하나는 호안덴을 지키기 위해서이다. 패망 이전까지 일본 제국의 4대 공휴일에 각 학교의 교직원 및 학생 전원은 호안덴 앞에 도열하여 초상에 대한 큰 경례를 올리고, 교육칙어를 봉독하는 것이 요구되었다. 또 등하교 때 혹은 단순히 앞을 지날 때도 교직원 및 학생 모두가 복장을 바로 한 뒤 경례를 올리도록 규정되어 있었다.
본래는 강당과 교무실, 교장실 내부에 호안덴이 설치되었으나, 화재 등으로 건물이 무너질 경우 천황의 어진이 손상될 가능성이 높아서 점차 독립된 야외 건물로 된 호안덴이 많아졌다. 그리스 풍의 석조 구조물, 철근 콘크리트, 벽돌 등 다양한 양식이 존재한다. 1933년(쇼와 8년)에는 호안덴 건축 디자인을 위한 공모전도 열렸다. 한반도에서도 1930년대 이후 각급 학교에 호안덴이 설치되었으며, 각 가정에서는 어진영을 모신 가미다나를 두고 아침마다 참배하도록 했다.
1945년 일본이 제2차 세계대전에서 패망하고 같은 해 12월 15일, 연합군 최고사령부의 신도지령에 의해 호안덴의 폐지가 결정되었다. 천황의 초상화들은 소각되었으며, 구조물은 대부분 해체되었다. 전후 초등학교 부지에서 분리되어 해체를 피한 상당수 호안덴이 오늘까지 일본 및 프리모르스키 변경주 등 구 일본 제국 식민지들에 존재하고 있다.

## 현대의 흔적
- 2016년에 지바현 이치노미야정에서 구 이치노미야소학교(一宮小学校)의 호안덴이 발굴되었다. 메이지 시대 중반에 만들어진 것으로, 일본 국립역사민속박물관으로 옮겨졌다.[4]

- 1929년 도야마현 난토시 오가야초등학교(大鋸屋小学校)에 조성된 호안덴은 희귀한 목조 구조물로, 2015년에는 일본 국가 등록 유형문화재로 지정되기도 했다. 2010년대 후반, 현지 사회에서 역사를 후세에 전하고자 호안덴을 복원하고 일본 궁내청으로부터 양도받은 쇼와 천황과 고준 황후의 사진을 안치하여 2019년 7월 13일에 일반에 공개되었다.[5]

- 서울 교동초등학교[6], 부산 동래중학교[7], 광주 전남여고 등 한반도 각지에 있던 호안덴(봉안전)은 대부분 철거되어 사진과 터전으로만 남아있다.[8]

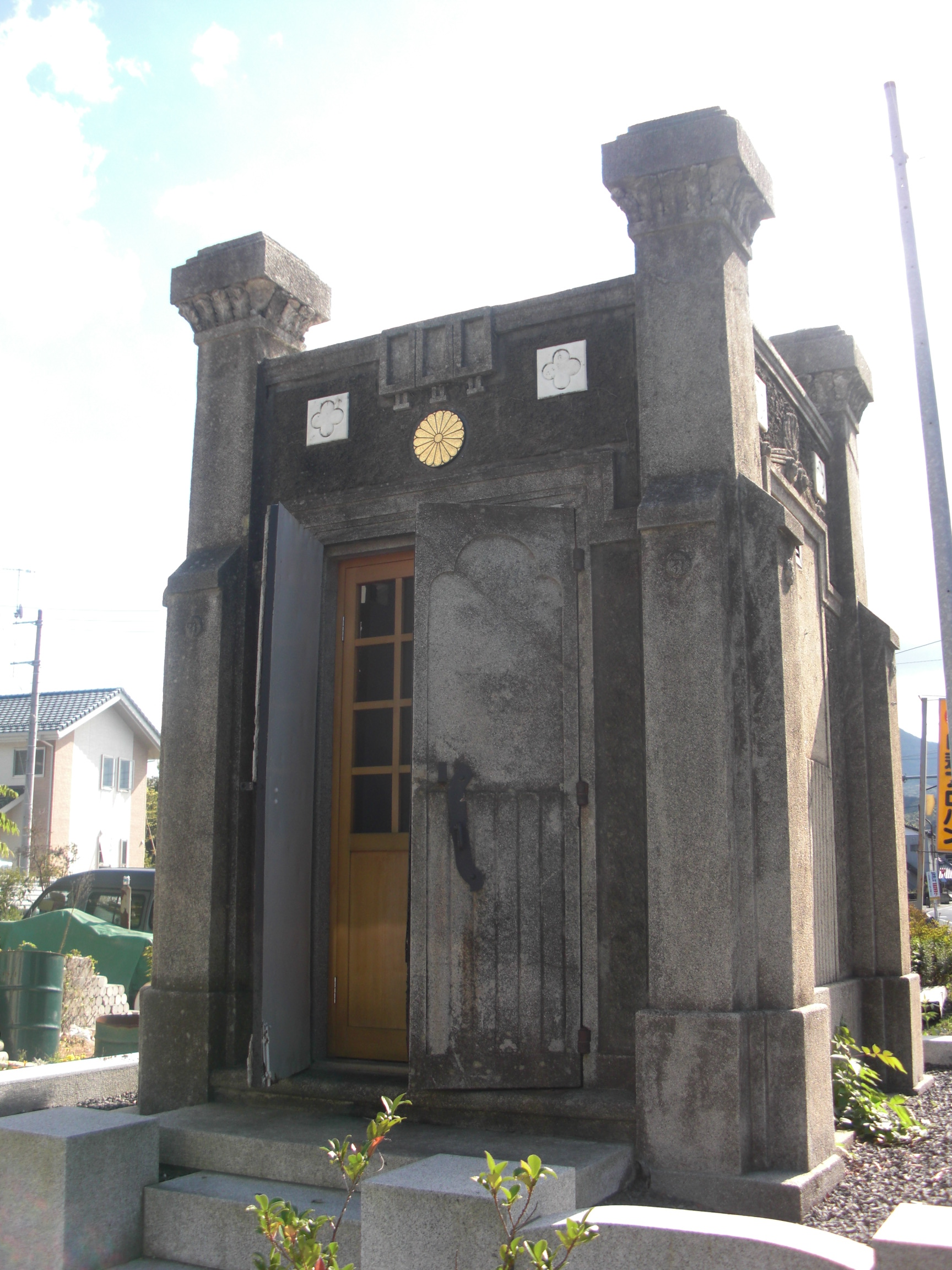
이바라키현 사쿠라가와시의 호안덴. 원래 마카베소학교(かつて真壁小学校)에 있었던 것으로, 현재는 구 마카베역(真壁駅) 근처로 옮겨졌다. 그리스 건축의 양식을 채택하고 있다.
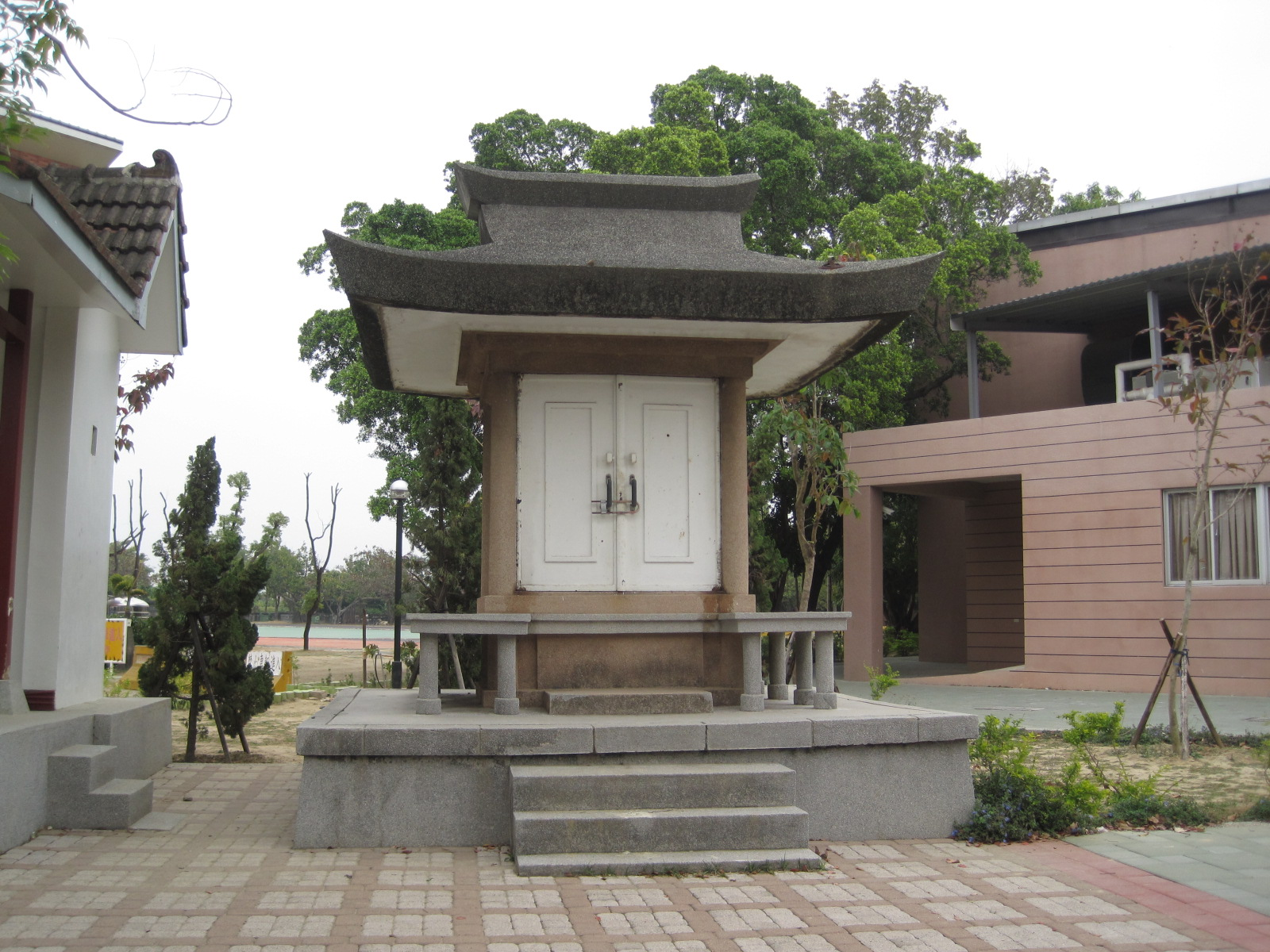
대만 타이난시 신화구의 호안덴. 신화심상소학교(新化尋常小学校)에 있던 것이다.
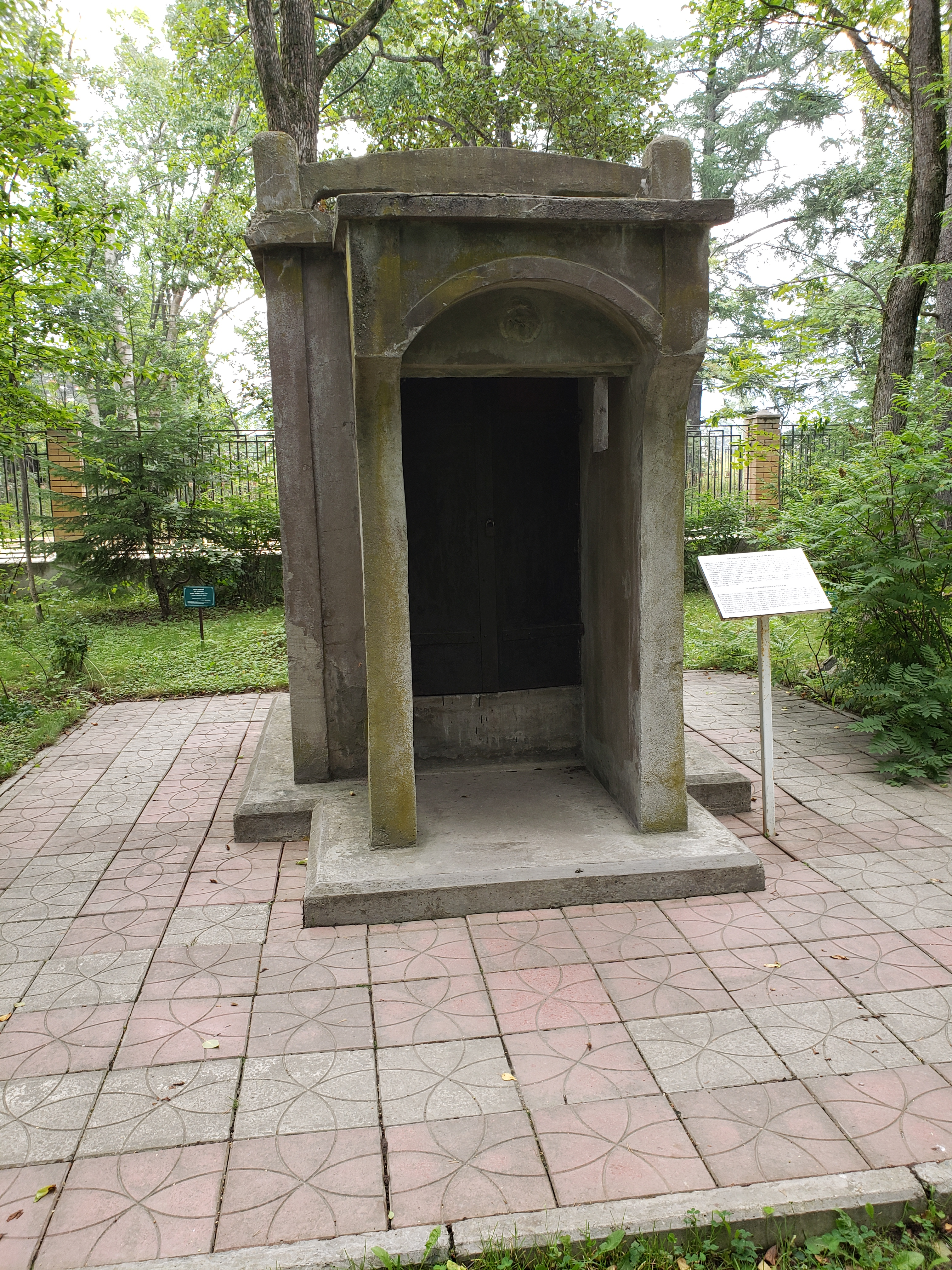
사할린주 사할린역사박물관(러시아어: Сахалинский областной краеведческий музей)의 호안덴.

## 같이 보기
- 교육에 관한 칙어
- 황민화 정책